# 长睫毛忍冬
长睫毛忍冬（学名：Lonicera ciliosissima）为忍冬科忍冬属的植物，为中国的特有植物。分布在中国大陆的四川等地，生长于海拔1,850米的地区，常生长在山地，目前尚未由人工引种栽培。